# Begonia lugonis
Begonia lugonis é uma espécie de Begonia, nativa do Equador.